# Kerrichia nepalensis
Kerrichia nepalensis är en stekelart som beskrevs av Gupta 1991. Kerrichia nepalensis ingår i släktet Kerrichia och familjen brokparasitsteklar. Inga underarter finns listade i Catalogue of Life.